# Тишик Юрій Анатолійович
Ю́рій Анато́лійович Ти́шик (1991—2019) — старший солдат Збройних сил України, учасник російсько-української війни.

## З життєпису
Народився 1991 року в селі Мизове (Старовижівський район, Волинська область). 2010-го закінчив Старовижівський професійний ліцей — за фахом електрогазозварника та водія. Останнім часом працював на заробітках у Польщі.
Влітку 2015 року призваний за мобілізацією. 25 квітня 2016-го підписав контракт, проходив службу в 93-й бригаді. Четвертий раз контракт підписав 26 січня 2019 року; старший солдат, механік-водій 4-ї роти 2-го механізованого батальйону 14-ї бригади.
3 жовтня 2019-го загинув від важкого поранення кулею снайпера терористів у голову ввечері — під час чергування на спостережному посту поблизу сіл Жолобок та Кримське.
3 жовтня 2019 року похований у селі Мизове.
Без Юрія лишились мама Олена Олегівна, сестра, дружина та маленький син.

## Нагороди та вшанування
- Указом Президента України № 131/2020 від 7 квітня 2020 року за «самовіддане служіння Українському народові, особисту мужність, виявлену у захисті державного суверенітету та територіальної цілісності України» нагороджений орденом «За мужність» III ступеня (посмертно)[3]
- Відзнака Президента України «За участь в антитерористичній операції»